# Oyas (sánscrito)
Según la medicina folclórica india áiurveda, la palabra sánscrita oyas (literalmente ‘vigor’) es la energía esencial del cuerpo, que se puede equiparar con un ‘fluido de la vida’, que cuando es deficiente produce debilidad, fatiga y en última instancia enfermedad.

## Nombre sánscrito
- ojas, en el sistema AITS (alfabeto internacional para la transliteración del sánscrito).[1]
- ओजस्, en escritura devanagari del sánscrito.[1]
- Pronunciación: /óshas/.[1]

## Etimología[1]
La palabra oyas está relacionada con la raíz sánscrita vaj o uj (véase ugrá). Proviene de una antiquísima palabra indoeuropea que produjo varias palabras cognadas entre sí:
- awjaṇh (‘poder’) en avéstico
- ὑγ-ιές (ÿg-iés), αὐγ-ή (aÿg-í: amanecer), ἐρι-αυγής (eri-aÿgís), en griego
- augere (aumentar), vigēre (en vigor, en vigencia), augur (augur, profeta), augus-tus (consagrado por augurios), auxilium (auxilio), en latín.
- aukan (en gótico).
- eke (en inglés).

## Otras acepciones[1]
- oyas: fuerza física, vigor, energía, capacidad, poder; según el Rig-veda, el Átharva-veda, el Taittiríia-samjita, el Aitareia brāhmaṇa, y el Majábharata.
- oyas: vitalidad (el principio de calor y acción vital en todo el cuerpo), según el Súsruta.
- oyas: estilo elaborado, con abundancia de compuestos (en retórica).
- oyas: expresión vigorosa o enfática; según el Sajitia-darpana y el Kaviá-alamkara-vritti.
- oyas: agua, según lexicógrafos (tales como Amara Simja, Jalaiuda, Jema Chandra, etc.),
- oyas: luz, esplendor, brillo; según lexicógrafos
- oyas: manifestación, aparición; según lexicógrafos
- oyas: apoyo; según lexicógrafos
- Oyas (masculino) nombre de un iaksá (espíritu generalmente benévolo).
- ójas-vat: ‘que posee vigor’, vigoroso, potente, fuerte, energético; según el Rig-veda (8.76.5), el Átharva-veda (8.5.4), y el Vāyasanei samjitá (16).
- ojas-vi-tā: una manera enérgica y enfática de expresión o estilo; según el Sajitia-darpana.
- ojasī́na: que tiene fuerza, poderoso; según el Taittiríia-samjita (4) y según Pánini.
- ójas-tara: véase ójīyas; según la Brijad-araniaka-upanisad.
- ojasyá: vigoroso, poderoso; según el Maitraiani-samjitá y los textos de Pánini.
- ojāya (nominativo) u ojāyate (p. ojāyámāna): exhibir la fuerza o energía, hacer un esfuerzo; según el Rig-veda (1.140.6, 2.12.11, y 3.32.11); según Patanyali acerca de Panini (3.1.11); y según el Bhatti-kaviá.
- ojāyita: comportamiento valiente y fuerte.
- ójiṣṭha: superlativo de ugrá.
- ójīyas: comparativo de ugrá.
- Ójiṣṭha: nombre de un muni; según el Brahma-purana.
- ójiṣṭha (masculino plural): nombre de los descendientes del mismo muni. Véase aojista (en idioma avéstico).
- ojo-dā́ (masculino, femenino y neutro): que da poder, que fortalece; según el Rig-veda (8.3.24); el Taittiríia-samjita (5). Véase aogazdâo en el Zend-avesta.
- ojo-dā́-tama (masculino, femenino y neutro): que otorga un gran poder, muy fortalecedor; según el Rig-veda (8.92.17). Véase aogazdaçtema en el Zend-avesta.
- Ojo-pati (masculino, con sandhi [unión entre palabras] irregular): nombre de un dios del árbol bodhi; según el Lalita-vistara.
- Ojobalā (femenino): nombre de una diosa del árbol bodhi; según el Lalita-vistara.
- ojo-mānī (femenino): nombre de una planta; según el Kausika-sutra.
- ojmán (masculino): poder, vigor, energía, velocidad; según el Rig-veda (6.47.27) y el Átharva-veda. Véase el latín augmentum y el idioma lituano augmu.

## El oyas en la medicina aiurvédica
Según el Cháraka-samjitá (escrito en el siglo II d. C. aproximadamente), el oyas se encuentra en el corazón, desde donde circula e impregna todo el cuerpo a través de los diez vasos sanguíneos más grandes.
Según otras creencias aiurvédicas:[cita requerida]
- el fuego del estómago (que es lo que da calor al cuerpo) hace que los alimentos se conviertan en oyas;
- tiene una influencia directa sobre la calidad de vida física, mental y emocional;
- el oyas se obtiene de los siete tejidos del cuerpo: plasma, sangre, músculo, grasa, hueso, médula ósea, y semen
- es la sustancia más pura del universo;
- está omnipresente en el ser humano;
- el oyas es responsable de los estados superiores de conciencia, la pureza de los pensamientos, la salud perfecta, la positividad en los sentimientos, el amor, la alegría, longevidad, la inteligencia, la creatividad, la memoria, la felicidad, y el proceso de pensamiento.

## El oyas en la nueva era
Desde los años noventa, las doctrinas nueva era pregonan la existencia del oyas, y le atribuyen varios poderes, aunque utilizando un lenguaje más científico que el de la medicina áiurveda.